# Sammy Baird
Sammy Baird (Denny, Escocia; 13 de mayo de 1930 – Bangor, Irlanda del Norte; 21 de abril de 2010) fue un futbolista escocés que jugaba en la posición de centrocampista y delantero.

## Carrera

### Club
Jugó para Clyde, Preston North End, Rangers, Hibernian, Third Lanark y Stirling Albion entre 1949 y 1964. Ganó tres títulos de liga (1956, 1957 y 1959) y una Scottish Cup (1960) con el Rangers.
Baird también ganó la Division Two en 1951–52 con el Clyde. Baird anotó cinco goles con el Rangers llegando a las semifinales de la Copa de Campeones de Europa 1959-60 y ayudó al Hibernian a llegar a las semifinales de la Copa de Ferias 1960-61. El Preston pagó 12 000 £ por él y el Rangers pagó 10 000. £

### Selección nacional
Disputó siete partidos con Escocia de 1956 a 1958. Anotó en su debut ante Yugoslavia, y también en su último partido, una derrota por 1-2 ante Francia en el mundial de Suecia 1958. Fue el primer jugador del Rangers en anotar en una Copa Mundial de Fútbol. Se mantiene como el único jugador del Rangers en consguirlo.
Baird también representó al Scottish League XI cinco veces. Anotó en su última aparición ante Football League XI en el Ibrox en 1958.
También consiguió marcas mientras estaba en el Clyde. En 1953 ante el Ejército Británico, Baird anotó un penal para Scotland XI en el empate 2–2 en Goodison Park. Como preparación para el mundial de Suecia 1958, Baird jugó para Scotland XI en una gira de partidos en 1958.

### Entrenador
Dirigió al Stirling Albion, logrando el ascenso a la Division One en la temporada de 1964-65.
El Albion se convirtió en el primer equipo del Reino Unido y primer equipo profesional del país en viajar a Japón en 1966. Los resultados de los dos partidos fueron una victoria por 3–1 ante el Japanese All Stars XI y una por 4–2 ante Japón.
Fue despedido de su cargo en la temporada 1967-68 luego de que el club descendiera a la Division Two.

## Logros

### Jugador
Clyde
- Scottish Division Two (1): 1951–52
- Supplementary Cup (1): 1951–52[9]
- Glasgow Cup (1): 1951–52[10]
- Glasgow Charity Cup (1): 1951–52[11]

Rangers
- Scottish Division One (1): 1955-56, 1956-57, 1958-59
- Scottish Cup (1): 1959–60[1]
- Glasgow Cup (3): 1956–57, 1957–58, 1959–60[12]

Hibernian
- East of Scotland Shield (1): 1960–61[13]

Third Lanark
- Glasgow Cup (1): 1962-63[1]

### Entrenador
Stirling Albion
- Scottish Division Two (1): 1964-65[1]